# Smith Publications
Smith Publications — американське музичне видавництво, засноване 1974 року.

## Про видавництво
Засновницею видавництва є Сільвія Сміт. У 1950-ті роки вона навчалася гри на скрипці та фортепіано, а у 1970-ті роки навчалася в Урбані, штат Іллінойс, США. Сміт була розчарована відповідями своїх вчителів щодо наявності сучасної «серйозної музики», зацікавилася діяльністю тогочасних академічних музикантів та вирішила відкрити власне видавництво. Вона свідомо зосередилася лише на творчості американських виконавців, щоб протистояти поширеному твердженню про те, що більша частина культури походить з Європи.
Щоб опублікувати перші твори, Сільвія Сміт взяла кредит та додала власні заощадження. Вона звернулася до багатьох музикантів із проханням надіслати ноти власних творів, і у вересні 1974 каталог видавництва налічував 14 композицій. 1982 року Smith Publications випускали ноти вже понад 90 композицій, проте компанія так і складалася з однієї особи: Сільвія Сміт була і власником, і редактором, працюючи з домашнього офісу та не маючи підлеглих. Сміт також грала на перкусії; її гру можна почути на альбомах, що виходили на лейблі New World Records.
Протягом багатьох десятиліть видавництво Smith Publications публікувало твори прогресивних американських композиторів, таких як Мілтон Беббітт, Бен Джонстон, Стюарт Сондерс Сміт, Джон Кейдж, Пауліна Оліверос, та інших виконавців авангардної та експериментальної музики.

## Каталог
У видавництві Smith Publications виходили твори таких композиторів:
- Ларрі Остін
- Мілтон Беббітт
- Джон Бергамо
- Йоганна Бейер
- Вільям Брукс
- Герберт Брюн
- Говард Басс
- Джон Кейдж
- Барні Чайлдс
- Рендольф Коулман
- Френк Кокс
- Крістофер Дін
- Томас Деліо
- Едвард Діменте
- Вільям Дакворт
- Халім Ель-Дабх
- Пол Елвуд
- Роберт Еріксон
- Барбара Монк Фельдман
- Зігфрід Фінк
- Джон Фонвіль
- Жан-Шарль Франсуа
- Джон Джеффрі Гіббенс
- Лафайет Гілкріст
- Шеріл Гроссо
- Гленн Хекбарт
- Сідні Ходкінсон
- Елізабет Хоффман
- Бен Джонстон
- Алсідес Ланца
- Маріо Лавіста
- Александер Лепак
- Анні Локвуд
- Ельвін Люсьєр
- Девід Макбрайд
- Сальваторе Мартірано
- Аскелл Массон
- Роско Мітчелл
- Роберт Морріс
- Конлон Нанкарроу
- Рон Ньюман
- Євген Новотній
- Вілл Огдон
- Пауліна Оліверос
- Вільям Ортіс
- Аллен Отте
- Гаррі Парч
- Марта Пташинська
- Ларрі Поланскі
- Еммануель Сежурн
- Ден Сенн
- Ральф Шепей
- Стюарт Сондерс Сміт
- Джеймс Тенні
- Майкл Удов
- Крістіан Вулф
- Єгуда Яннай